# 哈味

在東森新聞的報導《超商冰品戰！將推芒果口味霜淇淋搶客》中，其中一位受訪者描述「哈味」時的手勢。

哈味是一個2014年臺灣的流行用語。源自東森新聞在2014年6月13日播出的《超商冰品戰！將推芒果口味霜淇淋搶客》這則新聞報導。這則新聞報導了2014年6月時，臺灣的統一超商與全家便利商店分別推出新口味的霜淇淋在超商販售，而記者在報導裡採訪了民眾對於新口味霜淇淋的看法。其中一位受訪時年約70歲的女士在接受採訪時，表達了自己對新口味的看法。這位女士在採訪時說：「我覺得芒果是Number1。哈密瓜有些人喜歡，有些人不喜歡，因為哈密瓜有一種哈味。」接著記者說：「那芒果呢？」，受訪者又說：「芒果是超棒的」。而在2015年11月22日被分享至Facebook後，開始在網路上爆紅。

## 起源
在2014年6月13日時，東森新聞的兩位記者報導了《超商冰品戰！將推芒果口味霜淇淋搶客》這則新聞報導。這則新聞報導了2014年6月時，臺灣的統一超商與全家便利商店分別準備推出「哈密瓜」以及「芒果」這兩種新口味的冰淇淋在超商販售，而記者在報導裡採訪了民眾對於這兩種新口味冰淇淋的看法。其中一位受訪者在接受採訪時說：「我覺得芒果是Number one。哈密瓜有些人喜歡，有些人不喜歡，因為哈密瓜有一種哈味。」接著記者說：「那芒果呢？」，受訪者又說：「芒果是超棒的。」

## 傳播與影響
2015年11月22日，一名網友將這則新聞擷取片段後，上傳至Facebook。隔天（2015年11月23日），「加藤軍臺灣粉絲團 2.0」這個Facebook粉絲團將這則影片分享至粉絲團後，在網路上爆紅。之後有網友擷取該則新聞片段，改編為歌曲，造成一股風潮。
原新聞片段首度播出時，並沒有受到廣泛的注意。直到2015年11月22日時，經剪輯過的片段被分享至Facebook後，開始受到關注。在「加藤軍臺灣粉絲團 2.0」於2015年11月23日將分享影片至Facebook後10小時左右，該影片的觀看人次即達50萬人次。那位受訪者在接受採訪時的回答及手勢也引起注意，而後有許多人開始模仿。同時因為有民眾認為“哈味”的“哈”來自“哈密瓜”的“哈”，因此也有許多改編作品產生（例如“漢堡有一種汗味”，“粉圓有種粉味”等），媒體也報導了這股風潮。
而那位受訪者在網路爆紅後，接受了東森新聞的專訪，表示這個詞為1950年代前出生的人才懂得的北方話詞語，面對網路爆紅，她本人則是以平常心面對。

## 「哈味」的實際意思
這個詞實際為濟南話、潮汕話等地方語言詞彙，常用「哈哈」作為一種味道的形容詞，使用方法類似於國語的「臭臭」，意思是“身體流汗以後未洗乾淨、或者食物變餿了而揮發出的一種不好的味道”。

## 評論
在經剪接過後的新聞片段上傳至Facebook後，開始有許多改編新聞片段的作品以及其他作品出現。筆名「人渣文本」的輔仁大學哲學系兼任助理教授周偉航在Facebook發表意見，他並不認同這些創作。人渣文本表示，一般政治或公眾人物的言行被拿來笑，是因其某些行為傷害了社群共同善，當然應討伐，或做成文創來諷刺。但哈味大嬸的發言只是表達其個人的美學偏好，但因使用符號與常人不同，就被不特定的群眾拿來嘲笑。人渣文本表示，這就是標準的霸凌。不過也有人不認同這種看法。

## 外部連結
- YouTube上的[東森新聞]超商冰品戰！將推芒果口味霜淇淋搶客（繁體中文）
- 對於網路上現在最新的那位哈蜜瓜太太的創作，我本人是不認同的. 特急件小周的人渣文本於Facebook. 2015-11-25  （繁體中文）.（人渣文本於Facebook發表的意見原文）